# Eugène Salesses
Eugène Pierre Mathurin Salesses (Villecomtal, 6 octobre 1858 - 6 juin 1931) est un ingénieur, administrateur colonial et explorateur français.

## Biographie
Polytechnicien, il entre dans le Génie et, capitaine (1886), est envoyé en Afrique noire pour s'occuper des travaux du chemin de fer de la Guinée française. En 1895, il dirige une mission de reconnaissance du tracé du futur chemin de fer Conakry-Niger à travers le Fouta-Djalon. 
Membre de la délégation française invitée à l'inauguration du chemin de fer belge Matadi-Léopoldville (1898), il commande les travaux du chemin de fer de Guinée en 1902 dont il est nommé directeur de l'entreprise (1907). Il entre cette année-là dans l'administration coloniale de Guinée comme secrétaire-général de deuxième classe.
Ses travaux topographiques lui valent d'être lauréat de la Société de géographie de Paris. 
Chevalier (31 décembre 1896), Officier (4 août 1907) puis Commandeur (29 décembre 1918) de la Légion d'honneur, maire de Villecomtal de 1912 à 1919, une rue de Saint-Chamas porte son nom.

## Travaux

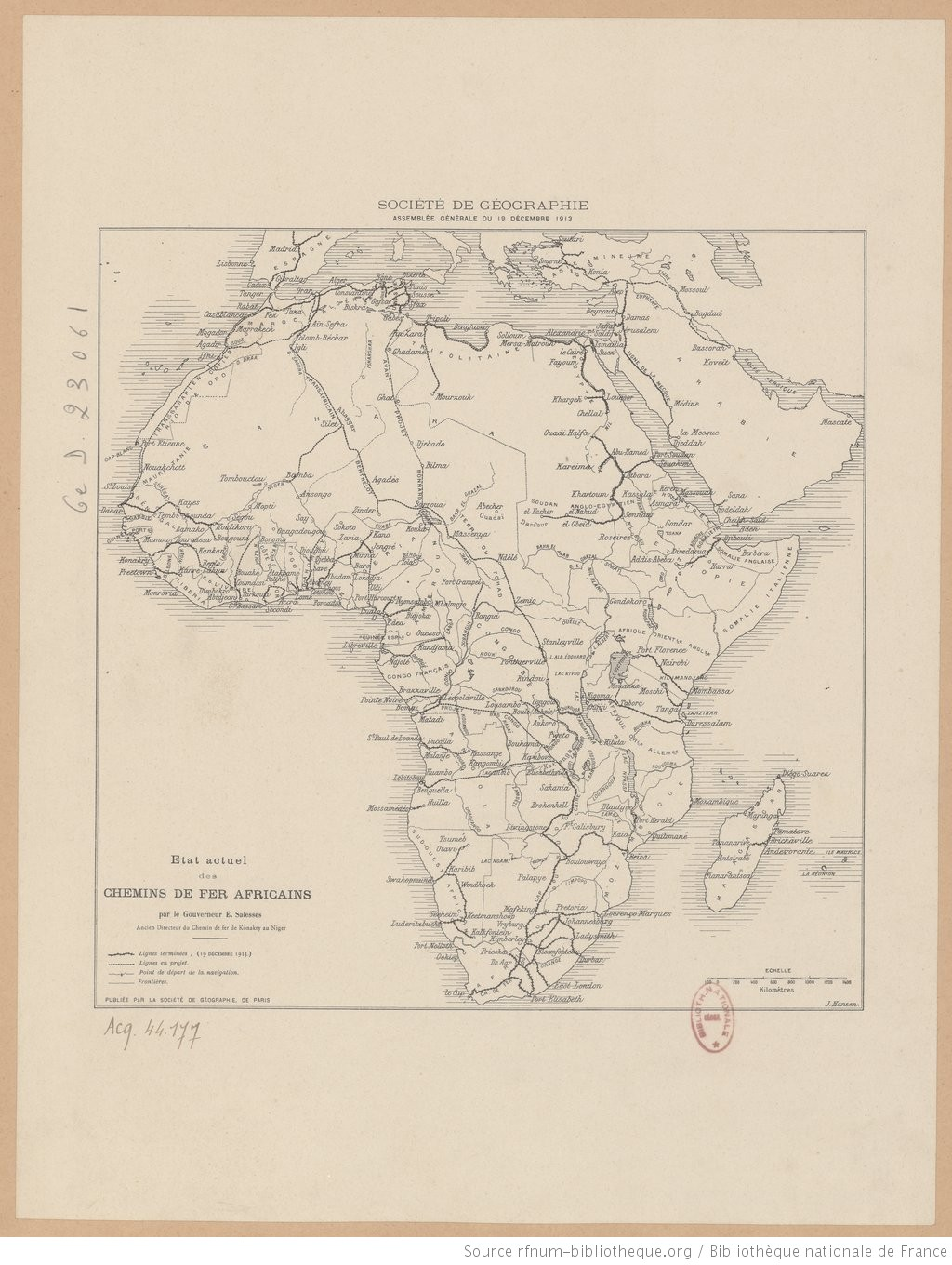
Les chemins de fer africains en 1913 par Salesses

- Une ascension au Kakoulima, Guinée française, Annuaire du Club alpin français, 1896, p. 486-506
- De la Guinée française vers le Niger. Étude d'une nouvelle voie de communication, 1897
- Les chemins de fer africains, La Géographie, 1914
- Rapport du lieutenant-colonel Salesses... envoyé par les grandes compagnies de chemin de fer dans les colonies françaises, 1918
- Les chemins de fer africains dans leur état actuel, 1919
- Guerre de 1914-1918. Livre d'or de la commune de Villecomtal Aveyron, 1919
- Volubilis, la Pompéi marocaine, 1927
- Restitution du grand théorème de Fermat, savoir Impossibilité de Am + Bm = Cm, 1930